# آروو سالو
آروو سالو (انگلیسی: Arvo Salo; ۲ مهٔ ۱۹۳۲ – ۹ ژوئیهٔ ۲۰۱۱) سیاستمدار، فیلم‌نامه‌نویس، مؤلف (پدیدآور)، روزنامه‌نگار، و نویسنده اهل فنلاند بود.
وی همچنین برندهٔ جوایزی همچون جایزه اینو لینو شده‌است.